# Lazar Đorđević
Lazar Đorđević (Kirin Serbia: Лазар Ђорђевић, sinh 21 tháng 1 năm 1991) là một cầu thủ bóng đá Serbia hiện tại thi đấu cho câu lạc bộ Fortuna Liga FO ŽP Šport Podbrezová.

## MFK Košice
Sinh ra ở Vranje, Lazar Đorđević gia nhập MFK Košice vào mùa hè 2013. Ngày 14 tháng 9 năm 2013, anh ra mắt cho MFK Košice, thi đấu 31 phút trong chiến thắng 4–1 trên sân nhà trước FK DAC 1904 Dunajská Streda.